# Murat Ceylan Wish

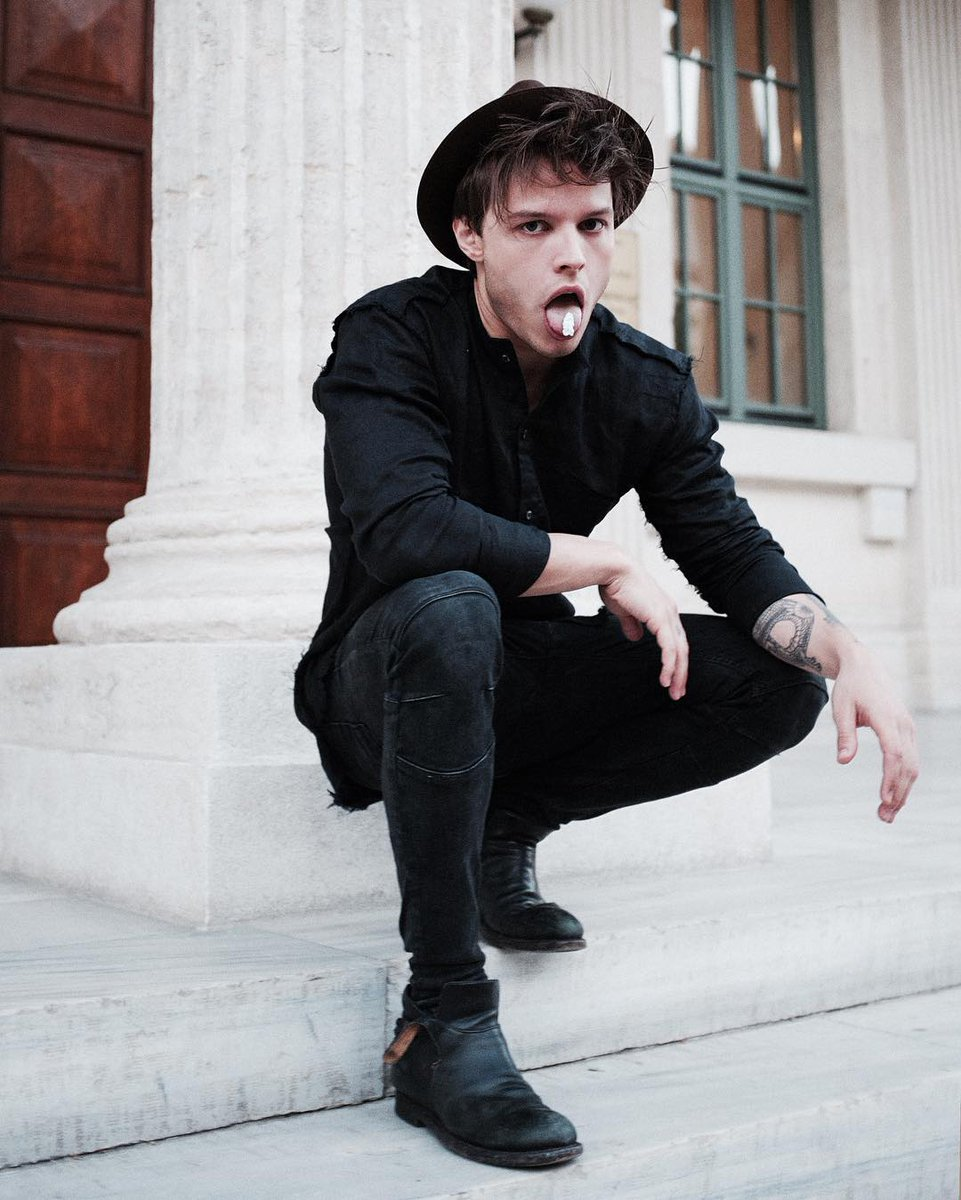
Murat Ceylan

Murat Ceylan (* 15. Mai 1989 in Istanbul), auch bekannt als Murat Ceylan Wish, ist ein türkischer Schauspieler, Moderator und Sänger.

## Leben und Karriere
Murat Ceylan wurde am 15. Mai 1989 in İstanbul geboren. Nach seinem High-School-Abschluss, zog er nach London, wo er am Central Saint Martins Industriedesign studierte. Danach setzte er sein Studium an der İstanbul Bilgi Üniversitesi fort. 2013 nahm Ceylan an der Sendung Survivor Türkiye teil. Anschließend moderierte er die Sendung Para Bende. Ceylan brachte 2016 sein Album Yeni Nesil heraus. Im selben Jahr spielte er in der Fernsehserie Familya die Hauptrolle. Seit 2019 moderiert er die Sendung Survivor Türkiye.

## Filmografie
Serien
- 2016: Familya

Sendungen
- 2013: Survivor 2013
- 2018: Survivor 2018

## Moderation

### Fortlaufend
- seit 2019: Survivor Türkiye

### Ehemalig
- 2015: Para Bende

## Diskografie

### Alben
- 2016: Yeni Nesil

### Singles
- 2016: Yeni Nesil
- 2018: Which Way